# کوثری همدانی
کوثری همدانی یا بزمی همدانی شهرت میرعقیل کوثری متخلص به بزمی از شاعران نیمهٔ دوم سدهٔ دهم و نیمهٔ اول یازدهم هجری بود. کوثری از سادات شهر همدان بود. در علوم و خصوصاً طب مهارت داشت. بیشتر در اصفهان به سر برد و به دربار شاه عباس بزرگ بستگی داشت و به سبب اعتقاد استوارش به ائمه مورد تکریم و احترام وی بود. شعرش روان و حاوی تمثیل‌های متعدد است.
علاوه بر منظومهٔ فرهاد و شیرین (۱۰۱۵ قمری) مثنوی عاشقانه حدود ۳۸۰۰ بیت در بحر هزج مسدس مقصور یا محذوف و ساقی‌نامه، اشعاری پراکنده نیز از وی باقی است. از منظومهٔ فرهاد و شیرین که به نام شاه عباس بزرگ سروده شده‌است، نسخه‌ای در کتابخانهٔ موزهٔ بریتانیایی و نسخه‌ای در کتابخانه ملی پاریس موجود است.